# Palù del Fersina
Palù del Fersina är en ort och kommun i provinsen Trento i regionen Trentino-Sydtyrolen i Italien. Kommunen hade 167 invånare (2018).